# Bernhard Bozian
Bernhard Bozian (* 16. September 1983 in Würzburg) ist ein deutscher Schauspieler.

## Leben
Seine Schauspielausbildung absolvierte er an der Internationalen Schule für Schauspiel und Acting in München. 2004 spielte Bozian in dem Film Streetwise sowie in der Serie Schulmädchen mit. Seinen Durchbruch hatte er durch die Fernsehserie Marienhof, in der er von 2005 bis 2007 die Rolle des Robby Stockner (zuvor verkörpert von Michael Stölzl) spielte. 2008 hatte er einen kurzen Gastauftritt bei Marienhof, zudem stand er für eine Folge der RTL-Serie 112 – Sie retten dein Leben vor der Kamera. Von 2009 bis zum Finale am 13. April 2012 war er in der Sat.1-Telenovela Anna und die Liebe in einer Hauptrolle als Jojo Maschke zu sehen. Im Jahr 2021 übernahm er für das Historiendrama Die Kaiserin auf Netflix die Rolle des Livree Grotte.

## Theater
- 2001: Romeo und Julia
- 2011: Ein Sommernachtstraum
- 2004: Mirandolina
- 2005: Bombenstimmung

## Filmografie
- 2005: Geschichte Mitteldeutschlands
- 2005–2008: Marienhof
- 2006: Die Stimme aus dem Radio
- 2008: 112 – Sie retten dein Leben
- 2008: Wege zum Glück
- 2009–2012: Anna und die Liebe
- 2011: Der letzte Keks
- 2013: Sturm der Liebe[2]
- 2013: Die Rosenheim-Cops – Nie mehr erste Liga
- 2014: Verbotene Liebe
- 2015: Der Bergdoktor – Das kalte Herz
- 2021: Das Internat
- 2021: Die Kaiserin